# وزارة الشباب والرياضة (المغرب)
وزارة الشّباب والرياضة (بالأمازيغية: ⵜⴰⵎⴰⵡⴰⵙⵜ ⵏ ⵜⵄⵄⵓⵔⵎⴰ ⴷ ⵜⵓⵏⵏⵓⵏⵜ) هي وزارة مغربية مكلفة بالشباب والرياضة حيث تتولى مهمة إعداد وتنفيذ السياسة الحكومية في مجالات الشباب والرياضة والطفولة وكذا الإنعاش النِسوي. تأسست الوزارة في 20 أغسطس 1964 وتعمل على تنمية الأنشطة واعتماد المشاريع المتعلقة بمجالات الشباب والطفولة والشؤون النسوية إضافة إلى وضع آليات للنهوض بالرياضة وإعداد السياسة الحكومية لتطويرها.
في عام 2019 قررت الحكومة المغربية وقف جميع مهام وزارة الشباب والرياضة ودمجها مع وزارة الثقافة في وزارة واحدة وتسميتها بوزارة الثقافة والشباب والرياضة. كما تم بموجب هذا التعديل الجديد إسناد مهمة الناطق الرسمي باسم الحكومة إلى وزير الثقافة والشباب والرياضة.

## الهيكل التنظيمي
تضم وزارة الشباب والرياضة، بالإضافة إلى ديوان الوزير، على إدارة مركزية ومصالح غير ممركزة. وتشتمل الإدارة المركزية على:
- الكتابة العامّة
- المفتشية العامة
- مديرية الشباب والطفولة والشؤون النسوية
- مديرية الرياضة
- مديرية التعاون والتواصل والدراسات القانونية
- مديرية الميزانية والتجهيز ومرافق الدولة المسيرة بصورة مستقلة
- مديرية الموارد البشرية